# Brucknerallee 100/102 (Mönchengladbach)

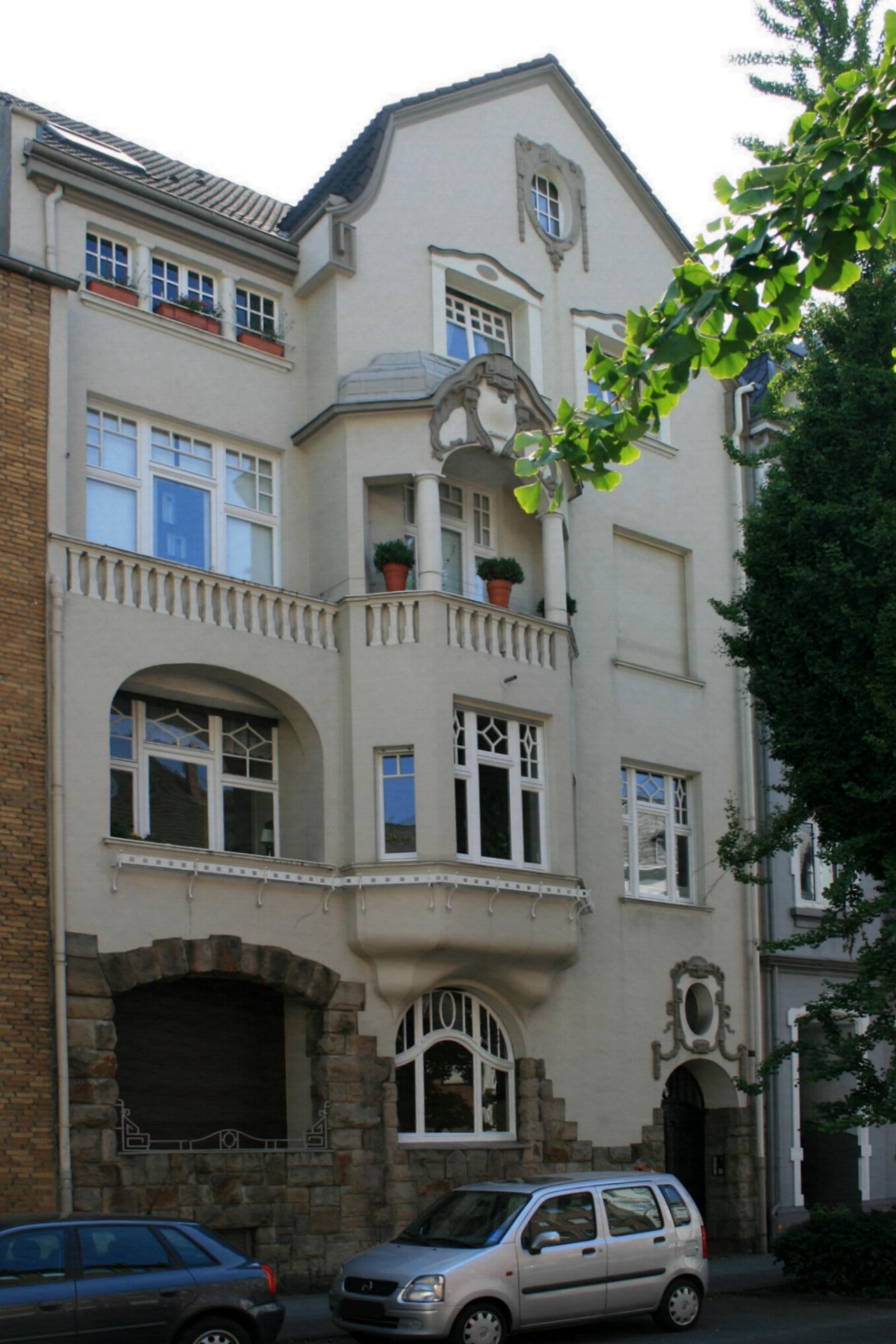
Wohnhaus (2010)

Das Wohnhaus Brucknerallee 100/102 befindet sich im Stadtteil Rheydt in Mönchengladbach (Nordrhein-Westfalen).
Das Haus wurde Anfang des 20. Jahrhunderts erbaut. Es ist unter Nr. B 002 am 4. Dezember 1984 in die Denkmalliste der Stadt Mönchengladbach eingetragen worden.

## Architektur
Es handelt sich um ein viergeschossiges Mehrfamilienhaus mit Mezzaningeschoss und Satteldach. Markant sind eine kraftvolle, aus der glatt geputzten Fassade entwickelte, rechtsseitige Giebelbildung, eine Erkeranordnung im ersten Obergeschoss, mit Loggia im zweiten Obergeschoss in der Mittelachse sowie linksseitig eine Staffelung von zwei Loggien im Erdgeschoss, ersten Obergeschoss sowie ein Balkon im zweiten Obergeschoss. Gleichzeitig entwickelt sich die geputzte glatte Fassade auf einer romantisierend angeordneten naturbehauenen Quaderverblendung aus grünem Sandstein. Das Hauptdachgesims des Satteldaches in Holzkastenausführung mit Vorhangrinne. Holzfenster und Eingangstür im Originalbefund erhalten. Die Fassade wurde farblich unter Berücksichtigung historischer Vorgaben angemessen gestaltet.